# تپه آونلیق
تپه آونلیق مربوط به سده‌های میانه دوران‌های تاریخی پس از اسلام است و در شهرستان میانه، بخش کندوان، دهستان تیرچای، ۳۰۰ متری غرب روستای آونلیق واقع شده و این اثر در تاریخ ۲۷ اسفند ۱۳۸۶ با شمارهٔ ثبت ۲۲۷۴۵ به‌عنوان یکی از آثار ملی ایران به ثبت رسیده است.